# Гайя, Рамон
Рамон Гайя (исп. Ramón Gaya; 10 октября 1910[…], Мурсия, Мурсия — 15 октября 2005[…], Валенсия) — испанский художник и писатель.

## Биография
Родители — каталонцы, отец — печатник в литографической мастерской, анархист по политическим взглядам. Рамон в 10 лет — при поддержке отца — покинул школу, чтобы заниматься только живописью. Брал уроки у мурсийских художников, друзей отца, читал Толстого, Ницше, Гальдоса из отцовской библиотеки. По стипендии города в 1927 года отправился в Мадрид, был потрясён музеем Прадо, познакомился с Хуаном Рамоном Хименесом, с поэтами поколения 27 года. Затем направился в Париж, где увидел искусство авангарда, но не заинтересовался им.
В годы гражданской войны был на стороне республиканцев. Вместе с Марией Самбрано, Рафаэлем Альберти, Мануэлем Альтолагирре и другими участвовал в создании журнала Hora de España (издавался до 1939). Два его полотна были выставлены в испанском павильоне Всемирной выставки в Париже. При бомбардировке последних дней войны погибла его жена. С остатками республиканских войск пересёк Пиренеи, провёл две недели в концлагере во Франции. Эмигрировал в Мексику, где жил до 1952 года. Дружил с Октавио Пасом, сотрудничал с руководимыми им журналами.

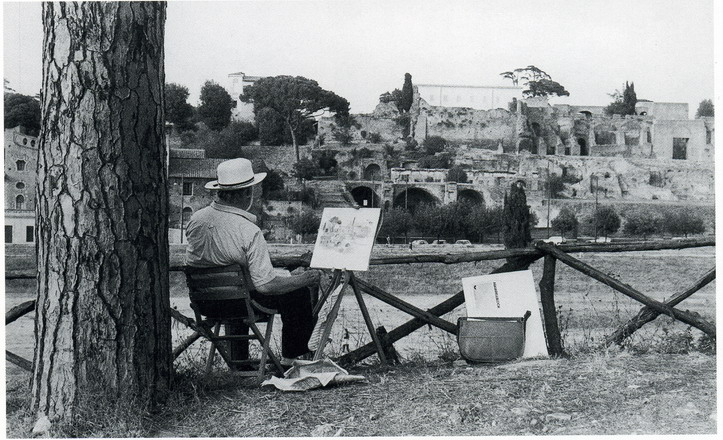
Рамон Гайя перед Большим цирком в Риме, 1990

В 1952 году вернулся в Европу, жил в Италии и Франции. В музеях изучал работы художников, ставших для него образцами на всю жизнь — Микеланджело, Тициана, Рембрандта, Ван Гога, Сезанна. В Риме через Марию Самбрано познакомился с Итало Кальвино, Пьетро Читати и др. В 1960 вернулся в Испанию.

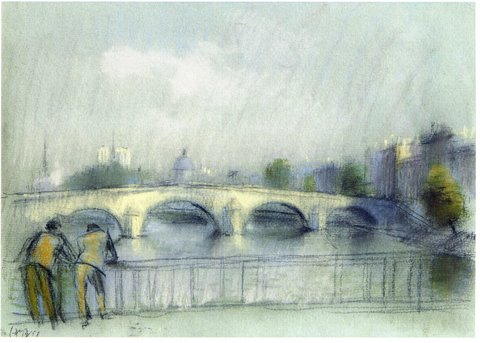
Рамон Гайя. Парижский мост, 1958

Занимался живописью и литературой, был одним из наиболее независимых и авторитетных испанских интеллектуалов второй половины XX века. Выставки художника проходили в музеях Мурсии, Валенсии, Севильи, Мадрида, Барселоны, Парижа, Рима, Лондона. В 1990 году — к 80-летию Рамона Гайи — в Мурсии открылся его персональный музей, основу которого оставили около 500 работ, подаренных автором родному городу.

## Избранные литературные сочинения
- El sentimiento de la pintura (1960)
- Velázquez, pájaro solitario (1969)
- Diario de un pintor (1984)
- Homenaje a Picasso (1984)
- Algunos poemas (1991)
- Naturalidad del arte y artificialidad de la crítica (1996)

Издано собрание сочинений Гайи в 4-х томах. Представительную антологию его текстов — эссе, дневники, стихотворения, письма и др. — составил Андрес Трапьельо (см. её в Виртуальной библиотеке Сервантеса: ).

## Признание
Золотая медаль Министерства культуры Испании за заслуги в искусстве (1985). Национальная художественная премия (1997). Звание почётного доктора Университета Мурсии (1999). Премия Веласкеса (2002).
В октябре 2010 года страна отметила столетие мастера.